# MS Independence of the Seas
Independence of the Seas је крузер Freedom класе којом управља "Royal Caribbean International". Брзина овог крузера је 40.0 km/h, мада може достићи брзину од 43 km/h. Био је највећи путнички брод док се није изградио Oasis of the Seas. Сесте овог крузера су "Freedom of the Seas" и "Liberty of the Seas".